# Lower Vine Ranch
Le Lower Vine Ranch – mais encore Lower Grapevine Ranch ou Scottys Ranch – est un ancien ranch américain dans le comté d'Inyo, en Californie. Situé dans le parc national de la vallée de la Mort, il est protégé au sein du district historique de Death Valley Scotty, un district historique inscrit au Registre national des lieux historiques depuis le 20 juillet 1978.